# Ateuchus carolinae
Ateuchus carolinae är en skalbaggsart som beskrevs av Kohlmann 1981. Ateuchus carolinae ingår i släktet Ateuchus och familjen bladhorningar. Inga underarter finns listade.